# Centrolene venezuelense
Centrolene venezuelense е вид жаба от семейство Centrolenidae. Видът не е застрашен от изчезване.

## Разпространение
Разпространен е във Венецуела.

## Описание
Популацията на вида е стабилна.